# Djiboutis riksvapen
Djiboutis riksvapen visar en lokal sköld i mitten, händer som håller knivar, ett spjut och enighetens stjärna. Emblemet inramas av en krans och symboliserar landets försvar.  Det antogs efter att landet fått självständighet från Frankrike den 27 juni 1977.